# Миловский, Михаил Павлович
Михаил Павлович Миловский (1899, Владимирская губерния — 1966, Ленинград) — советский военачальник и историк, профессор, генерал-полковник (1960).

## Биография
Родился 27 мая 1899 года в семье лесного сторожа в деревне Никулкино Владимирская губерния. С 9 лет начал свою трудовую деятельность — работал маляром и кровельщиком. Окончил сельскую школу в 1910 году. Работал на фабрике Соловьева в Киржаче. Окончил 2 класса Киржачской учительской семинарии.

## Служба в Красной Армии.Гражданская война
В мае 1919 года вступил в Красную Армию, служил в Владимирском запасном полку. Затем воевал на Восточном, Финском и Западном фронтах. С конца 1920 года проходил службу в 11-й Ленинградской стрелковой дивизии, где командовал батальоном. С апреля 1921 года — помощник командира полка.

## Межвоенный период
В 1922—1923 годах служил командиром разведки 10-й кавалерийской дивизии. С апреля 1923 года — начальник оперативной части штаба дивизии. Окончил Московские пехотные командные курсы и Военную академию РККА имени М. В. Фрунзе в 1924 году. С декабря 1928 года состоял для особо важных поручений при заместителе председателя РВС СССР, с октября 1930 года — командир 7-го стрелкового полка 3-й Крымской стрелковой дивизии Украинского военного округа (Севастополь). С 1932 года — преподаватель в Военной академии РККА им. М. В. Фрунзе. С 1937 года служил в Военно-хозяйственной академии: начальник факультета, с 1938 — заместитель начальника академии по учебной и научной работе.
В1926 году вступил в ВКП(б).

## Великая Отечественная война
В самом начале Великой Отечественной войны, в июне 1941 года, был назначен заместителем начальника штаба Тыла Красной Армии, а в октябре стал начальником штаба Тыла РККА. На этом посту работал всю войну в тесном взаимодействии с начальником тыла РККА А. В. Хрулёвым. Как отмечал в своих мемуарах генерал Антипенко Н. А.: «Именно он [Миловский] был душой всего центрального аппарата Тыла. Хрулёву была присуща экспансивность, иногда и некоторая торопливость в принятии решения; порой он просто не хотел считаться с установленными порядками, если признавал их устаревшими. Слишком острые углы характера Хрулёва сглаживались спокойным, уравновешенным умом Миловского. … Выбор Хрулёва оказался как нельзя более удачным: штаб Тыла с приходом Миловского превратился в культурный, слаженный, ритмично работавший центр, где каждый из нас, периферийных работников, мог получить оперативную ориентировку, интересные обобщения накопленного опыта и советы».
Выполнял целый ряд ответственных заданий Ставки ВГК, Так, в 1941 году обеспечивал снабжение блокадного Ленинграда по «Дороге жизни», в 1943 году выезжал в Иран для разработки ускоренной доставки грузов, поступающих в СССР по ленд-лизу, в 1944 году руководил доставкой продовольствия гражданскому населению, партизанам и армии Югославии. В 1945 году руководил восстановлением Домбровского угольного и Силезского промышленного районов Польши (за это в 1945 году был избран почётным членом Горной академии в Кракове).
Во время Великой Отечественной войны он получил несколько ранений. 14 апреля 1943 года не вернулся с боевого задания его сын, лётчик-наблюдатель.

## Послевоенный период
С 1946 по 1950 годы — начальник Военно-транспортной академии имени Л. М. Кагановича в Ленинграде. С 1950 по 1956 годы — начальник Военной академии тыла и снабжения имени В. М. Молотова в городе Калинин. С 1956 по 1965 годы — начальник созданной путём объединения Военной академии тыла и снабжения и Военно-транспортной академии Военной академии тыла и транспорта (Ленинград).
Автор ряда научных трудов, особое место среди которых занимают «Тыл в Великой Отечественной войне», «Тыл в современных операциях», «История тыла и снабжения русской армии». За значительные результаты в научно-педагогической деятельности генерал-полковнику М. П. Миловскому присвоено учёное звание «профессор». Около 23 лет своей жизни М. П. Миловский занимался подготовкой офицерских кадров, возглавляя работу военных академий. Им написано около 400 научных работ.
М. П. Миловский активно участвовал в общественно-политической жизни. Неоднократно избирался депутатом городских Советов. Будучи членом коммунистической партии с 1926 года, он в течение многих лет являлся членом районных комитетов партии.
В декабре 1965 года уволен в запас. Продолжил работу в академии консультантом.
Скончался после непродолжительной тяжёлой болезни 23 июня 1966 года. Похоронен на Большеохтинском кладбище в Санкт-Петербурге. Могила, на которой установлен гранитный памятник, находится на пересечении Московской и Смоленской дорог.

## Отзывы сослуживцев
Миловский был неутомим в работе, но без суеты и суесловия. Свои идеи реализовывал после относительно длительного наблюдения академической жизни. ... Мне не раз приходилось бывать в его кабинете с докладом. Если он был чем-то недоволен, внешне это можно было заметить только по одному ему присущему жесту: он брал в руку горстку карандашей из металлического стакана и некоторое время перебирал их, закрыв глаза и шевеля губами. Смирял недовольство или гнев. Успокоившись, ровно продолжал выслушивать или давать указания. Ругани, к которой нас приучили многие начальники, от него никто никогда не слышал. ... Многие считали Михаила Павловича педантом: известно было, что он письменно фиксировал каждое свое действие, каждое устно отданное распоряжение, выступления на заседаниях и собраниях. Машинистки рассказывали, что, возвратясь с партсобрания кафедры, на котором присутствовал и выступал, он восстанавливал текст, давал его перепечатать и отправлял на кафедру, чтобы именно в таком виде его выступление внесли в протокол. Копию подклеивал в толстую тетрадь. Когда он покидал академию, накопилось 18 таких многостраничных томов, в том числе и те, которые относились к работе штаба тыла. К этому его приучила, как он сам признавался, расстрельная должность. И не раз педантизм его выручал.— Горелик П. История над нами пролилась. К 70-летию Победы. — М.: Геликон плюс, 2015. — ISBN 978-5-93682-987-1. — Глава «Генералы в моей службе и судьбе».

## Воинские звания
- полковник (5.12.1935)
- комбриг (2.04.1940)
- генерал-майор (4.06.1940)
- генерал-лейтенант (19.01.1943)
- генерал-полковник (7.05.1960)

## Награды
- Два ордена Ленина (7.03.1943; 21.02.1945)
- Четыре ордена Красного Знамени (1922; 3.03.1942; 3.11.1944, 15.11.1950)
- Орден Кутузова I степени (3.08.1944)
- Орден Трудового Красного Знамени
- Ряд медалей СССР
- Командорский крест со звездой ордена Возрождения Польши (1960)
- Орден «Крест Грюнвальда» II степени (Польша, 1946)
- Орден «За заслуги перед народом» I степени (Югославия, 1946)